# Contea autonoma Tujia e Miao di Yinjiang
La contea autonoma Tujia e Miao di Yinjiang (印江土家族苗族自治县S, Yìnjiāng Tǔjiāzú Miáozú ZìzhìxiànP) è una contea della Cina, situata nella provincia del Guizhou e amministrata dalla prefettura di Tongren.